# Hans Graf von Sponeck
Hans Graf von Sponeck o Hans Emil Otto Graf Sponeck (Düsseldorf, 12 de febrero de 1888 - Germersheim, 23 de julio de 1944) fue un teniente general alemán durante la Segunda Guerra Mundial que fue encarcelado por desobedecer órdenes y, posteriormente, ejecutado. Fue el padre de Hans Christof von Sponeck, diplomático alemán ante las Naciones Unidas.

## Primeros años
Hans Emil Otto fue el más joven y el único varón de los cuatro hijos de Emil August Joseph Anton Graf Sponeck y María Courtin. Nació en Düsseldorf, el 12 de febrero de 1888, pocos meses antes de que su padre muriera a la temprana edad de 38 años. Hans pasó su primera infancia en compañía de su madre en Friburgo de Brisgovia, población cercana a la que había dado el nombre a su familia: «Burg Sponeck».
En 1898, Sponeck ingresó en el cuerpo de cadetes de Karlsruhe, y alcanzó el grado de cadete jefe a los 17. Fue gimnasta y jugador de fútbol. El 19 de marzo de 1908 obtuvo su primer destino como teniente. En ese mismo año fue ascendido a capitán. Se casó el 29 de septiembre de 1910 y tuvo dos hijos.

## Primera Guerra Mundial
Durante la Primera Guerra Mundial, Sponeck sirvió como oficial en primera línea del frente, fue ayudante de batallón y resultó herido tres veces. En 1916 fue ascendido a teniente coronel. Posteriormente, fue condecorado con sendas Cruces de Hierro de primera y segunda clase.

## Período de entreguerras
Entre 1924 y 1934 sirvió en el cuartel general del Estado Mayor. Más adelante, como coronel, tuvo bajo su mando un regimiento de infantería en Neustrelitz. En 1925 fue nombrado caballero de honor de la Orden de San Juan.
Hasta finales de 1937 Sponeck dirigió el Regimiento de Infantería n.º 48 en Döberitz. A partir de esa fecha fue transferido a la Luftwaffe para poner en funcionamiento unidades paracaidistas.
Durante el llamado escándalo Blomberg-Fritsch, contemporáneos de Sponeck recordaron cómo había sugerido su disposición para guiar a sus tropas en apoyo del Jefe del Ejército Werner von Fritsch si así se le hubiera ordenado.
El 1 de febrero de 1938, Sponeck fue ascendido a mayor general. Durante el juicio del general von Fritsch, Sponeck fue citado como testigo, pero fue bruscamente menospreciado por Göring, que actuaba como presidente del tribunal. A pesar de no ocultar sus discrepancias políticas con los dirigentes nazis, se le encargó la dirección de la 22.ª división de infantería teniendo a su cargo el entrenamiento de la infantería aerotransportada (Fallschirmjäger).

## Segunda Guerra Mundial
El 1 de febrero de 1940, von Sponeck fue ascendido a teniente general.
El ataque aerotransportado alemán a los Países Bajos comenzó el 10 de mayo de 1940 con los generales Kurt Student y Hans Graf von Sponeck guiando a sus tropas en la fallida batalla de La Haya. Sponeck estuvo a punto de ser capturado pero, finalmente, el bombardeo de Róterdam del 14 de mayo cambió el signo de la guerra y condujo a la capitulación holandesa. A consecuencia de las heridas recibidas, Adolf Hitler le condecoró con la Cruz de Caballero de la Cruz de Hierro.

### Campaña del Este
La ofensiva contra la Unión Soviética se inició en la madrugada del 22 de junio de 1941. Hans Sponeck formaba parte del 11.º Ejército que atacaba por el sur en dirección a Crimea. Tras su regreso de una baja por enfermedad, Erich von Manstein le dio el mando del 42.º Cuerpo de Ejército, al que pertenecía la 46.ª División de Infantería que había tomado la península de Kerch.
El 26 de diciembre de 1941, los rusos lanzaron la invasión de Crimea. Su plan era desembarcar tropas en Kerch y en el monte Opuk que serían posteriormente apoyadas por 42 000 soldados desde Teodosia. El 28 de diciembre, la batalla se inclinaba a favor de los alemanes al haber eliminado una de las dos cabezas de playa que los soviéticos habían tomado en los alrededores de Kerch. Sponeck solicitó permiso para retirarse y reagruparse ante la posibilidad de quedar aislado y ser capturado, pero le fue negado tres veces. El 29 de diciembre, los rusos desembarcaron fuerzas adicionales en Teodosia y Sponeck dispuso tan sólo de treinta minutos para decidir qué hacer a continuación. Por su propia iniciativa, dio la orden de retirada a sus 10 000 soldados. Con temperaturas de 30 grados bajo cero, batidos por una tremenda tormenta de nieve y vientos helados, los batallones de la 46.ª división de infantería marcharon hacia el oeste durante cuarenta y seis horas con escasos descansos. Muchos hombres padecieron congelamiento y la mayoría de los caballos murieron de hambre. El equipamiento pesado de la división, incluida su artillería, fue abandonado.
El 31 de diciembre, la división de Sponeck llegó al estrecho de Parpach y allí estableció su línea defensiva. Al día siguiente, los rusos volvieron a atacar y fueron obligados a retirarse por los alemanes. Con la ayuda artillera alemana enviada por vía férrea se logró la eliminación de dieciséis tanques T-26. Los soldados de Sponeck resistieron lo suficiente como para permitir la llegada de refuerzos.

### Arresto y juicio
El 23 de enero de 1942 comenzó el juicio del teniente general Hans Graf Sponeck en un tribunal presidido por Hermann Göring. Se le declaró culpable de desobediencia a un oficial superior. En su defensa había aducido que si no cumplió las órdenes recibidas fue para evitar la destrucción de su división, comportamiento acorde con las enseñanzas militares que había recibido. Fue condenado a pena de muerte, aunque Hitler la conmutó por seis años de prisión. Hans Sponeck debía servir como ejemplo para aquellos que se atrevieran a contrariar la reciente política militar de Hitler de no retirarse bajo ningún concepto. Sponeck estuvo encarcelado en la fortaleza de Germersheim. De vez en cuando se le permitía visitar la ciudad y su esposa podía visitarle durante una semana al mes en la prisión. Solía ir acompañada de su hijo de cinco años Hans Christof von Sponeck, futuro diplomático alemán y asesor del Secretario General de Naciones Unidas Kofi Annan.

### Atentado del 20 de julio de 1944
El 20 de julio de 1944, Sponeck escuchó por la radio la noticia acerca del atentado contra Hitler. A Heinrich Himmler se le confirió el cargo de Oficial de Seguridad del Reich y Sponeck era el primero de su lista de sospechosos. Himmler ordenó que Sponeck fuera fusilado inmediatamente, lo que se llevó a cabo a las siete horas y trece minutos del 23 de julio de 1944 en Germersheim. Antes de ser ejecutado se le administró la Eucaristía. En una carta dirigida a su mujer, escribió: Muero creyendo firmemente en mi Redentor. El sacerdote que estuvo presente en aquellos momentos relató que Sponeck, defendiendo la legalidad de su comportamiento en la península de Kerch, se dirigió valientemente hacia el pelotón de fusilamiento y pidió que no se le vendaran los ojos ni que se le ataran las manos. Sus últimas palabras frente a sus ejecutores fueron: Durante cuarenta años he servido a Alemania con todo mi corazón, como soldado y como oficial. ¡Si hoy he de morir, confío en que sea por una Alemania mejor!. Fue enterrado en Germersheim y no se permitieron discursos ni alocuciones en su funeral; tan solo la oración del Padre nuestro. Después de la guerra, sus restos fueron exhumados y trasladados al cementerio militar de Dahn, en el bosque del Palatinado.

## Último réquiem

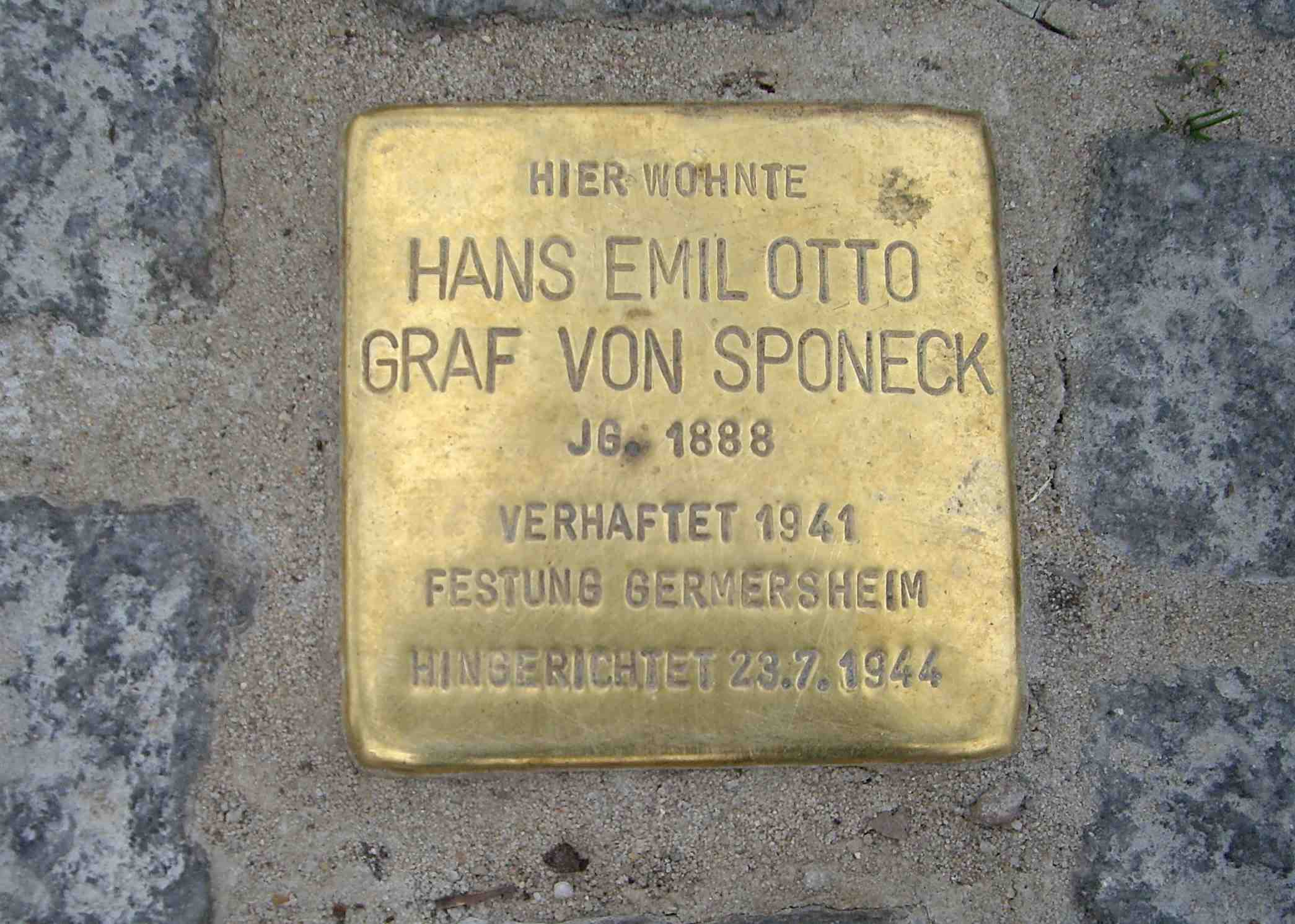

El 23 de julio de 1999, en el 55.º aniversario de su muerte, Hans Christof von Sponeck, hijo de su segundo matrimonio, que solo tenía seis años cuando su padre fue ejecutado, celebró el último réquiem al lado de la tumba de su padre.

## Sobre la palabraGraf
Graf fue, históricamente, un título nobiliario alemán equivalente en español a conde. Hoy en día, en Alemania, la palabra Graf se considera legalmente parte del nombre de una persona y no implica ningún atributo de nobleza.